# Bandrani
Bandarani est une ville de l'Union des Comores, situé sur l'île de Anjouan. En 2010, sa population est estimée à 1 377 habitants.